# Highly Cited Researchers (Россия)
Высокоцитируемый учёный России (англ. Russian Highly Cited Researchers Award) — ежегодное отличие, которым отмечаются с 2014 года компанией Clarivate Analytics (ранее подразделение Thomson Reuters) высокоцитируемые российские учёные.
При составлении Шанхайского рейтинга университетов статус высокоцитируемого учёного для сотрудников имеет одинаковый вес с Нобелевской премией или Филдсовской медалью.

## Описание
Эксперты Clarivate Analytics определяют высокоцитируемые публикации за последние 10 лет по базе данных Web of Science Core Collection и анализируют положение номинантов в научно-исследовательском сообществе. Для определения списка номинантов отбираются все высокоцитируемые публикации, на которых был указан хотя бы один автор с российской аффилиацией, а затем вручную проверяются все фамилии российских авторов, чтобы объединить различные варианты написания и разделить однофамильцев. По аналогии с глобальной методологией по определению высокоцитируемых учёных в области физики рассматриваются только те работы, где количество соавторов, которые приняли участие в создании публикации, не достигает 30. В список ежегодно входят около 0,1 % учёных мира — самых цитируемых в своих областях.

## Список лауреатов
2014 — Физика: Сергей Морозов (Институт проблем технологии микроэлектроники и особочистых материалов РАН);
2015 — награды вручены 6 лауреатам: Валентин Анаников (ИОХ РАН); Алексей Борисов (Удмуртский государственный университет); Константин Лукьянов (ИБХ РАН); Николай Хебцов и Лев Дыкман (Институт биохимии и физиологии растений и микроорганизмов РАН, Саратовский государственный университет); Сергей Дорожкин
2016 — награды вручены 14 лауреатам в 6 номинациях:
- Биология: Сулейман Аллахвердиев (Институт физиологии растений РАН).
- Науки о земле: Сергей Зимов (Северо-Восточная научная станция РАН, Тихоокеанский институт географии); Евгения Благодатская (Гёттингенский университет).
- Науки о жизни: Вера Горбунова (Университет Рочестера); Владимир Семиглазов (НИИ онкологии им. Н. Н. Петрова); Александр Кабанов (Университет Северной Каролины, МГУ); Михаил Личиницер (Российский онкологический научный центр им. Н. Н. Блохина).
- Математика[4][5]: Николай Кузнецов (Санкт-Петербургский государственный университет, University of Jyväskylä); Геннадий Леонов (Санкт-Петербургский государственный университет, ИПМАШ РАН).
- Физика: Максим Молокеев (Институт физики им. Л. В. Киренского); Борис Страумал (Институт физики твёрдого тела РАН); Александр Пухов (НИИЯФ им. Д. В. Скобельцына, МГУ).
- Химия: Артём Оганов (Университет штата Нью-Йорк, Московский физико-технический институт); Владислав Блатов (Самарский госуниверситет).

2017 — награды вручены:
- Биология и биохимия: Владимир Уверский (University of South Florida, USA; Институт биологического приборостроения РАН); Алексей Гуревич (Санкт-Петербургский государственный университет);Сулейман Аллахвердиев (Институт физиологии растений РАН)
- Технические науки: Михаил Шеремет (Томский государственный университет)
- Клиническая медицина: Всеволод Матвеев (НМИЦ им. Н. Н. Блохина); Сергей Орлов (НИИ медицинской приматологии); Вера Горбунова (Университет Рочестера); Владимир Семиглазов (НИИ онкологии им. Н. Н. Петрова)
- Математика: Николай Кузнецов (Санкт-Петербургский государственный университет); Геннадий Леонов (Санкт-Петербургский государственный университет)
- Материаловедение: Руслан Валиев (Уфимский государственный авиационно-технический университет)
- Микробиология: Константин Северинов (Сколковский институт науки и технологий)
- Науки о космосе: Дмитрий Макаров (Специальная астрофизическая обсерватории РАН); Караченцев Игорь (Специальная астрофизическая обсерватории РАН)
- Науки о Земле: Владимир Середин (Института геологии рудных месторождений, петрографии, минералогии и геохимии РАН); Ольга Соломина (Института географии РАН)
- Сельскохозяйственные науки: Яков Кузяков (Гёттингенский университет им. Георга-Августа); Евгения Благодатская (Гёттингенский университет)
- Физика: Сергей Морозов (Институт проблем технологии микроэлектроники и особочистых материалов РАН); Сергей Одинцов (Томский государственный педагогический университет); Юрий Кившарь (Australian National University; Университет ИТМО); Артём Оганов (Сколково).

2019 — награды вручены. В списке лауреатов 4 учёных, указавших основное место работы в России: Рауль Гайнетдинов (СПбГУ), Николай Кузнецов (СПбГУ), Геннадий Леонов (СПбГУ), Сергей Морозов (ИПТМ РАН).  
2020 — награды вручены. В списке лауреатов 6 учёных, указавших основное место работы в России: Ian F Akyildiz, Рауль Гайнетдинов (СПбГУ), Виктор Котельянский (Сколтех), Николай Кузнецов (СПбГУ), Геннадий Леонов (СПбГУ), Сергей Морозов (ИПТМ РАН).
2021 — награды вручены. В списке из 6602 лауреатов 6 учёных, указавших основное место работы в России: Michael Aschner, Andrzej Cichocki (Сколтех), Виктор Котельянский (Сколтех), Николай Кузнецов (СПбГУ), Геннадий Леонов (СПбГУ), Михаил Шеремет (Томский государственный университет).